# Palonselkä
Palonselkä är en sjö i kommunen Kouvola i landskapet Kymmenedalen i Finland. Sjön ligger 51,8 meter över havet. Arean är 1,41 kvadratkilometer och strandlinjen är 10,5 kilometer lång. Sjön  ingår i Summajokis huvudavrinningsområde.   Den ligger omkring 37 km norr om Kotka och omkring 140 km nordöst om Helsingfors. 
I sjön finns ön Alimmaistensaari. 